# Анаку, Садат
Садат Хэппи Анаку Ана (англ. Sadat Happy Anaku Ana; род. 9 декабря 2000, Аруа, Северная область) — угандийский футболист, нападающий клуба «Данди Юнайтед».

## Карьера

### «Кампала Сити Коунсил»
Воспитанник футбольной академии угандийского клуба «Кампала Сити Коунсил». Вместе с клубом выступал в Лиге чемпионов КАФ и Кубке Конфедерации КАФ. На протяжении нескольких сезонов являлся одним из ключевых игроков клуба. В сезоне 2021/2022 вместе с клубом стал серебряным призёром угандийской Суперлиги. Всего за клуб отличился 22 голами в 67 матчах.

### «Данди Юнайтед»
В августе 2022 года футболист перешёл в шотландский клуб «Данди Юнайтед», с которым подписал двухлетний контракт. Дебютировал за клуб 31 августа 2022 года в матче Кубка шотландской лиги против клуба «Ливингстон», выйдя на замену на 84 минуте. Свой дебютный матч в рамках шотландского Премьершипа сыграл 17 сентября 2022 года против клуба «Рейнджерс», выйдя на замену на 58 минуте. На протяжении сезона футболист преимущественно являлся игроком замены. По итогу сезона вместе с клубом занял последнее место в рамках чемпионата и выбыл в шотландский Чемпионшип.

## Международная карьера
В сентябре 2021 года футболист отправился на сборы вместе с национальной сборной Уганды. В 2022 году футболист получил вызов в сборную, однако так и не дебютировал за неё.